# 法国驻华大使馆
法兰西共和国驻中华人民共和国大使馆（法語：Ambassade de la République française en République populaire de Chine），简称法国驻华大使馆（法語：Ambassade de France en Chine），是法兰西共和国在中华人民共和国的最高外交代表机构。馆址位于中国北京市朝阳区天泽路60号。大使馆另下辖法国高等教育署（中国）等公共机构。

## 历史
1964年1月27日，法国承认中华人民共和国并与之建交，在北京设置大使馆并派驻大使。
1998年，法國駐華大使館中文網頁正式開設。2011年10月28日，法国驻华使馆迁入新馆。新馆由阿兰·萨尔法蒂设计。